# Sankt-Jacob-Kirche (Gingst)

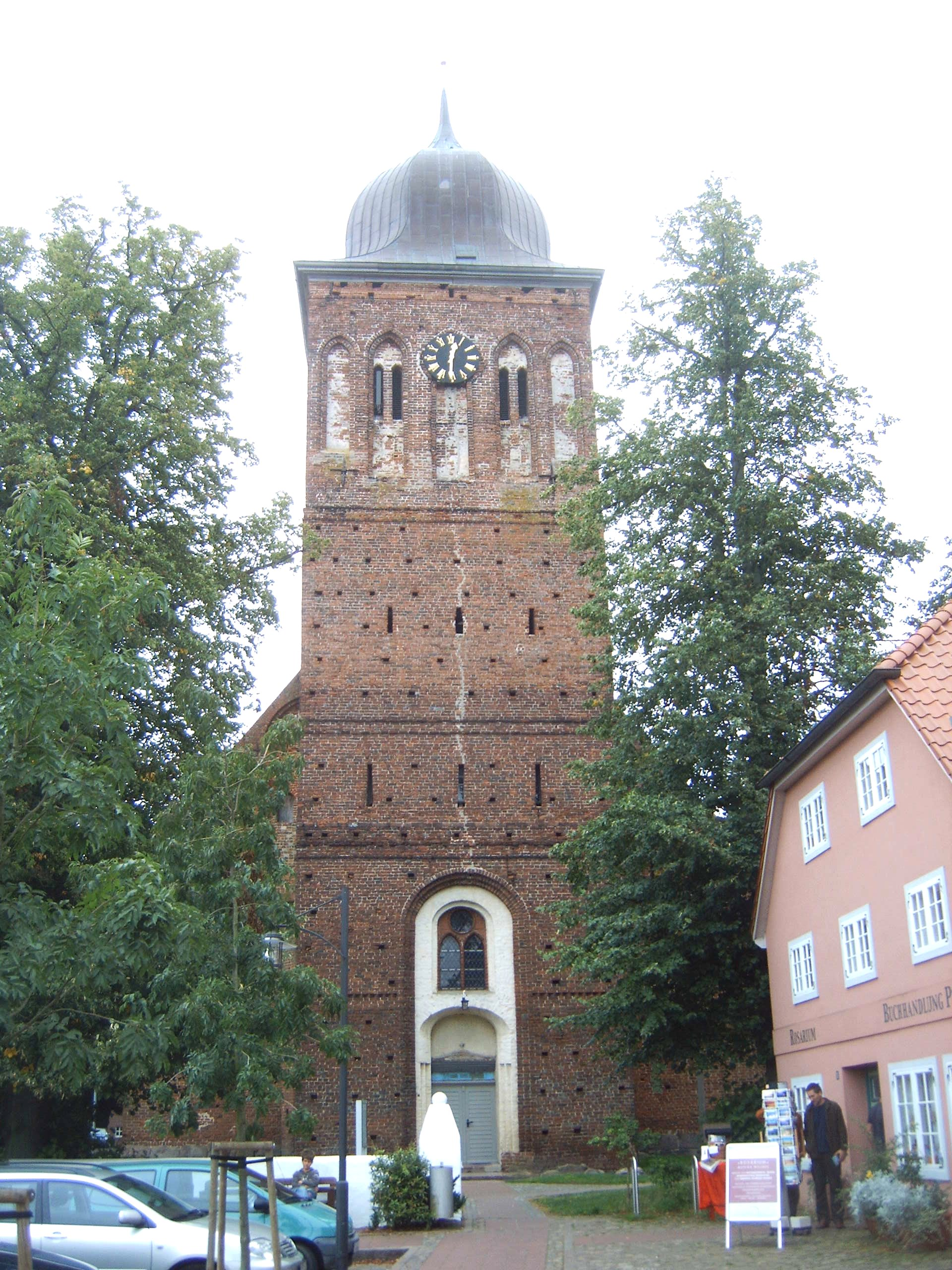
Sankt-Jacob-Kirche

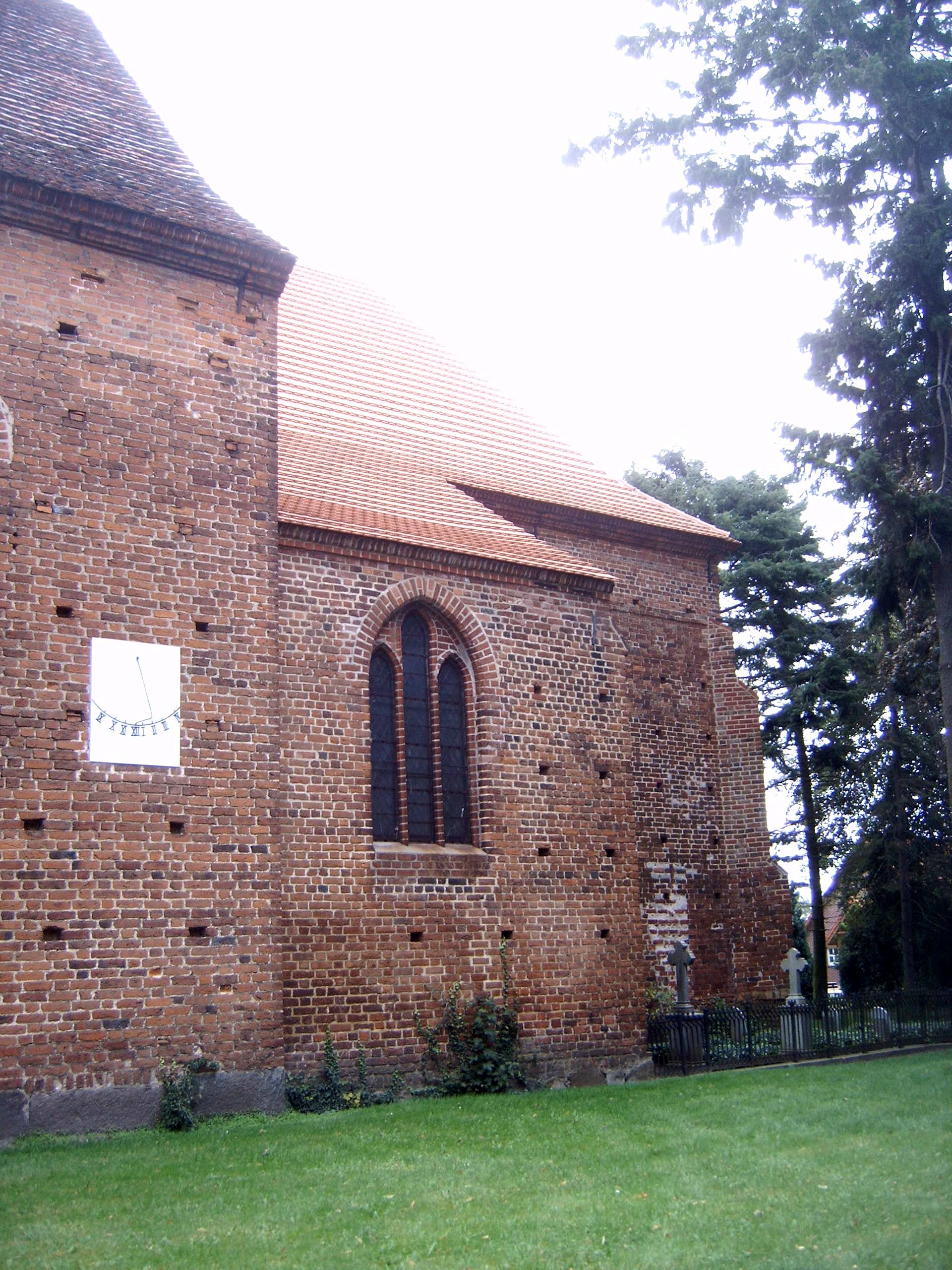
Chor

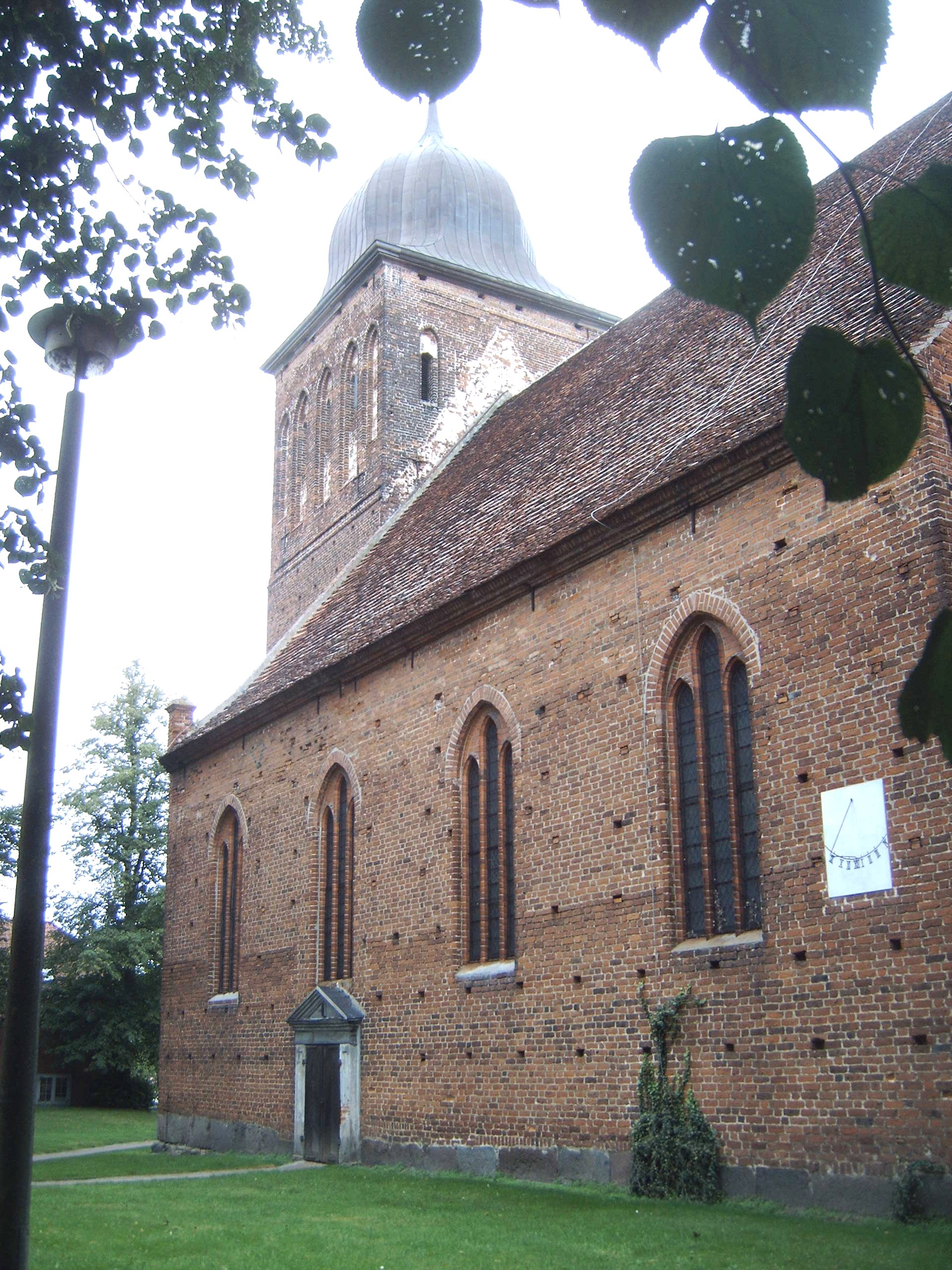
Südseite

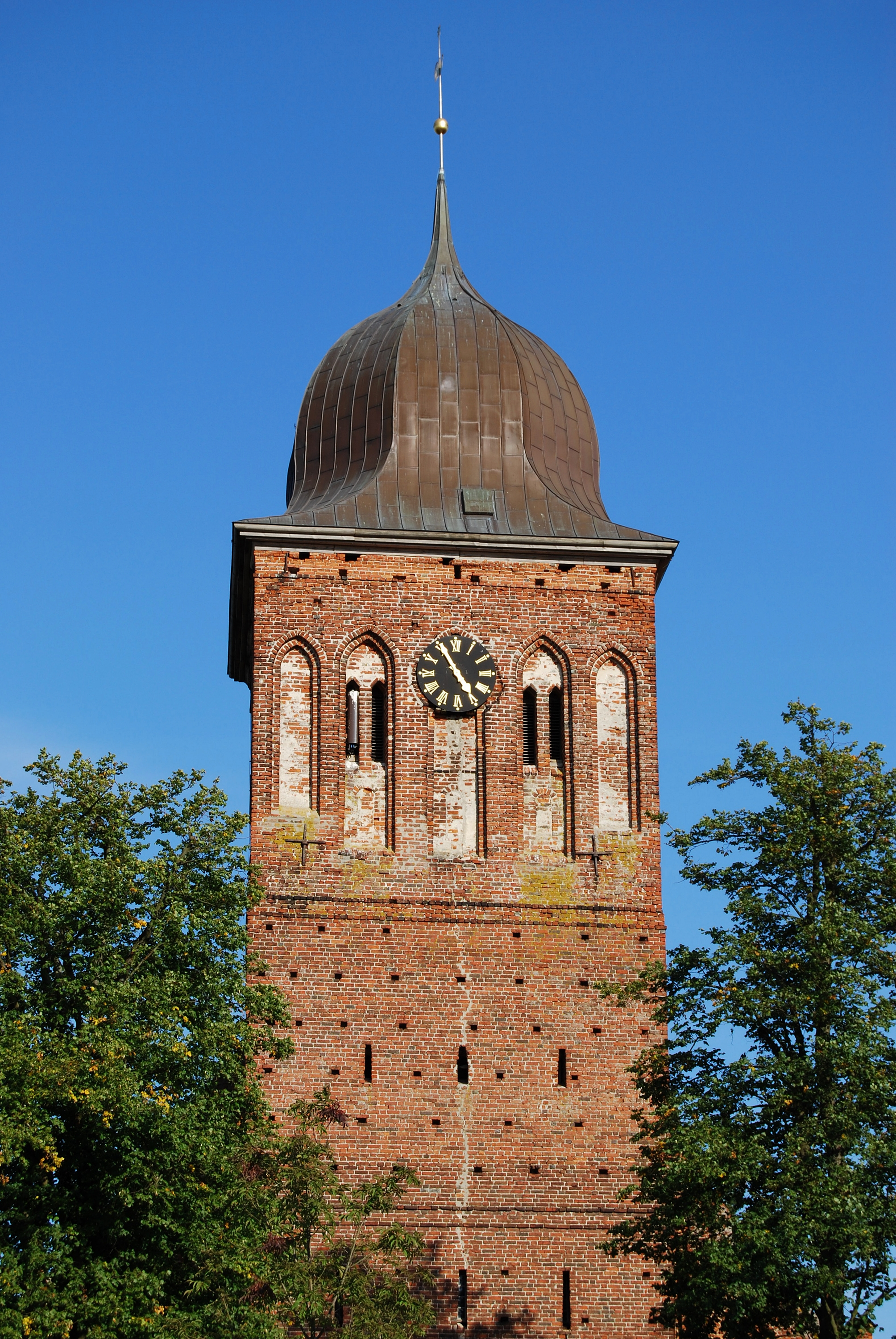
Turm

Die Sankt-Jacob-Kirche ist die evangelische Kirche des Ortes Gingst auf der Ostseeinsel Rügen.

## Architektur und Geschichte
Die Kirche entstand etwa ab dem Jahr 1300, möglicherweise zunächst als Kapelle. Aus dieser Zeit stammt noch der eingezogene rechteckige Chor. Das dreischiffige Kirchenschiff dürfte aus der Zeit um das Jahr 1400 stammen. Das Mittelschiff ist gegenüber den Seitenschiffen überhöht. An der Westseite befindet sich der Mitte des 15. Jahrhunderts auf quadratischem Grundriss entstandene Kirchturm. Zeitgleich entstand eine Kapelle, die das südliche Seitenschiff nach Osten erweiterte.
1554 wurde der erste evangelische Pfarrer der Kirche, Laurentius Krintze, auf dem Friedhof der Kirche erschlagen. Der später zum Grabstein für die Eheleute von der Osten umgestaltete Sühnestein von Gingst erinnert an dieses Ereignis und befindet sich hinter dem Chor östlich der Kirche.
Bei einem Großbrand in Gingst im Jahr 1726 wurde auch die Kirche beschädigt. Bei Chor und Schiff mussten die Mauerkronen erneuert werden, der östliche Giebel wurde durch Walme ersetzt. Der Turm erhielt seine geschweifte Haube. Auch die Stuckdecken von Mittelschiff und Chor entstanden erst nach 1726. Die Seitenschiffe verfügen über ein Kreuzrippengewölbe. Mit Ausnahme des Nordportals wurden auch die Portale der Kirche an der Südseite und am Turm barock umgestaltet.
Eine Erneuerung der nördlichen Sakristei fand 1816 statt. Am Turm finden sich zwischen den vier Geschossen Friese. Die Schallöffnungen im obersten Geschoss sind als Spitzbögen gestaltet.
An der Südwand befinden sich zwei Sonnenuhren, eine auf einer großen geweißten Fläche sowie eine zweite aus mittelalterlicher Zeit. Letztere befindet sich, nicht leicht zu erkennen, in Form von geritzten Linien auf einem Backstein unterhalb der linken Kante des östlichen Fensters.

## Ausstattung
Das Inventar der Kirche stammt im Wesentlichen aus der Zeit nach dem Großbrand von 1726 und weist neben barocken Grundformen bereits Details des Klassizismus auf.

### Chorraum
Die sehr reich verzierte hölzerne Kanzel entstand 1743 und wurde wohl durch den Stralsunder M. Becker geschaffen. Vermutlich ebenfalls von Becker, möglicherweise jedoch auch von Michael Müller stammen die um 1730 entstandenen Patronatsstühle, die den Altar sehr wirkungsvoll flankieren.
Hinter Kanzel und Patronatsstühlen befinden sich gemalte barocke Draperien.
Der aus Holz 1776 gefertigte Altaraufsatz (Widmungsinschrift im Sockel) ist als Säulenarchitektur mit Giebel gestaltet. Seitlich stehen die großen Figuren der Spes und Fides (Hoffnung und Glaube). Das Altarblatt zeigt ein Gemälde der Himmelfahrt Christi von Bernhard Rode. Bemerkenswert ist die im oberen Teil eingefügte Räderuhr von 1796 (Widmungsinschrift), darüber in der Engelwolke im Dreieck das Auge Gottes.

### Sonstige
Die Taufe aus Kiefernholz stammt wahrscheinlich ebenfalls aus der Zeit um 1735. Sie ist als eine auf drei schweren, geschwungenen Füßen ruhende Tischkonstruktion gestaltet, der Deckel als Bügelkrone. An den konkaven Seitenteilen finden sich Wappen rügenscher Familien bzw. ein Bibelzitat.
Das Gemeindegestühl ist ein schlichtes Kastengestühl mit wohl ursprünglichem marmoriertem Anstrich aus der Zeit um 1730.
Bemerkenswert sind noch die aus Kalkstein gefertigte Grabplatte der Familie Krassow von 1735 mit zwei Wappen (Krassow auf Pansevitz/Schwerin) und Inschrift sowie eine mit starken Eisenbändern beschlagene Truhe aus Kiefernholz aus dem 17. Jahrhundert.
In der Turmhalle stehen das Uhrwerk und das Zifferblatt (Durchmesser zwei Meter) der alten Turmuhr von Christian Möllinger (1754–1826), Ober-Hofuhrmacher des preußischen Königs (1754–1826) in Berlin um 1817 (Widmungsinschrift).
Die Orgelempore, konvex geschwungen, datiert aus dem Jahr 1789.

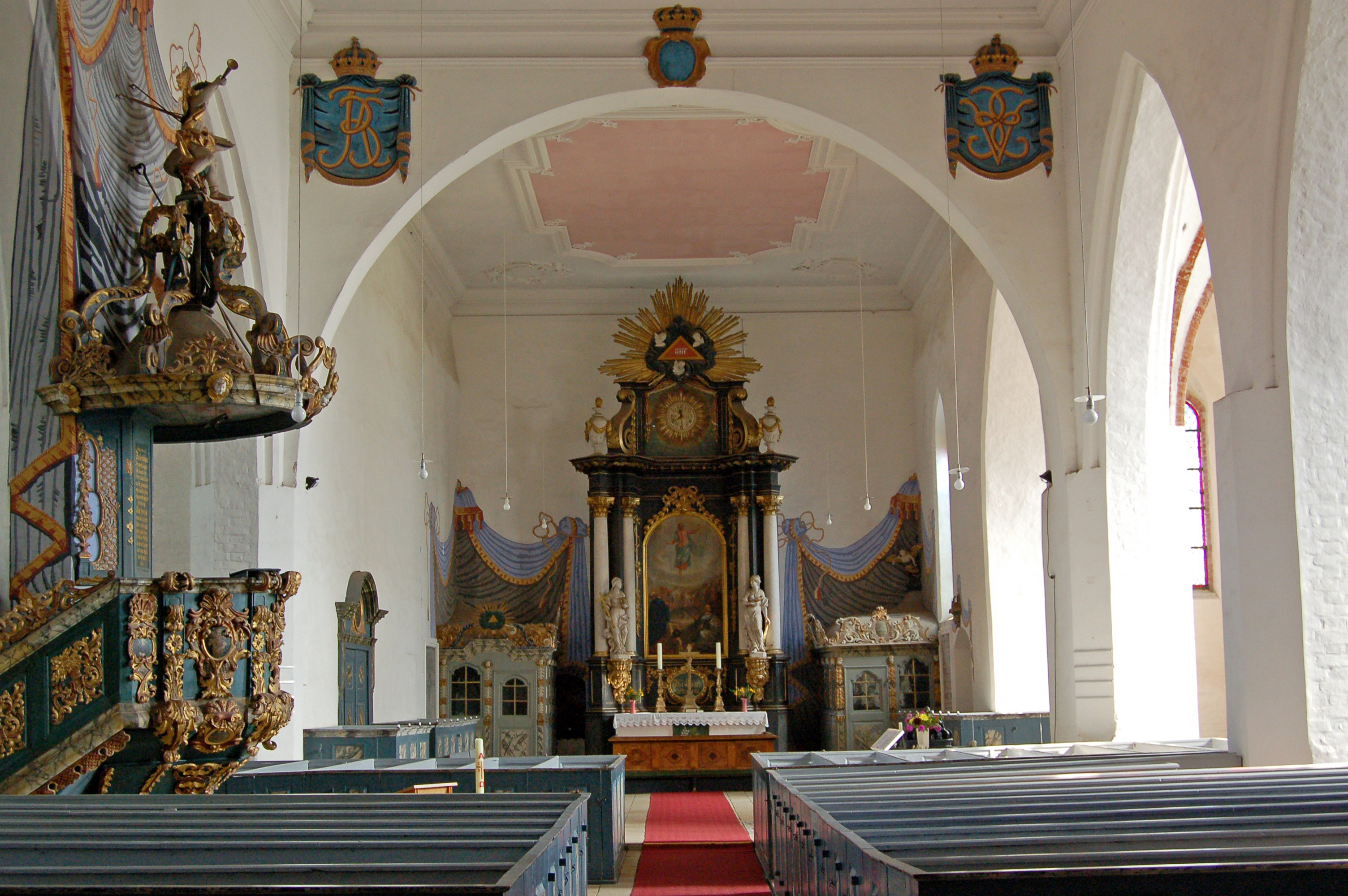
Inneres der Kirche

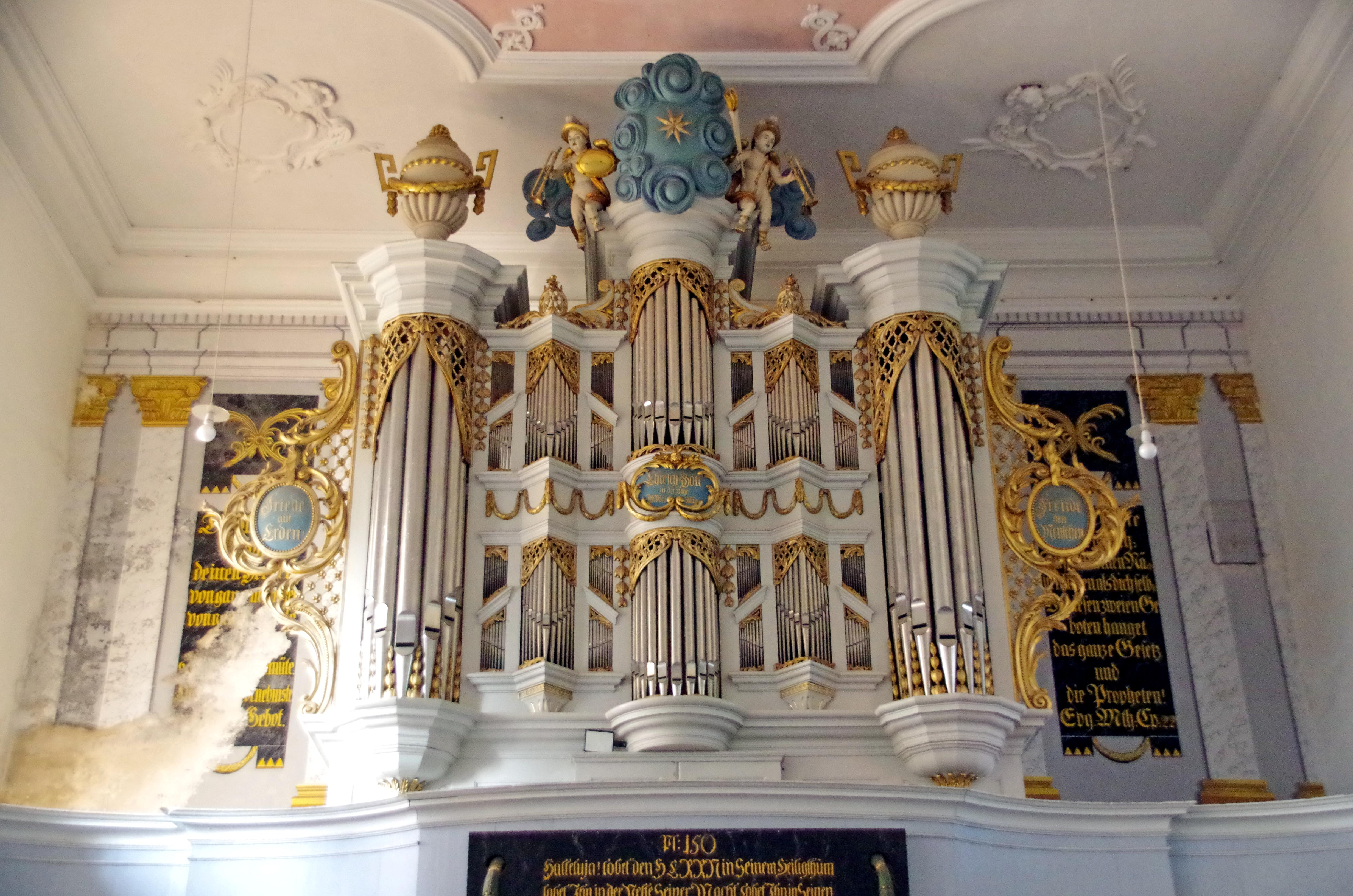
Orgel von Christian Kindten (1790)

### Orgel
Das Werk der Orgel wurde von Christian Kindten 1790 geschaffen. Das mit Zopfstildekor, Posaunenengel, zwei Amphoren und Schrifttafeln verzierte Orgelprospekt wurde von C. N. Freese aus Stralsund geschaffen. Auf dem Notenpult des Spielschrankes der Orgel findet sich die Inschrift „Jehova zum Preise ward dieses durch Herrn Christian Kindten neu erbaute Orgel-Werk geweyhet am 16ten Sonntage n: Trinit. 1790 von Johann Gottlieb Picht. P. und Pr. Gingst“. Außerdem findet sich dort der Name des Stifters der Orgel „Joh. Mich. Dillius“. Das Instrument hat 22 Register auf zwei Manualen und Pedal.
| I Hauptwerk CD–d3 |           |       |
| 1.                | Quintatön | 16′   |
| 2.                | Prinzipal | 8′    |
| 3.                | Rohrflöte | 8′    |
| 4.                | Gedackt   | 8′    |
| 5.                | Oktave    | 4′    |
| 6.                | Quinte    | 2 ⁄3′ |
| 7.                | Oktave    | 2′    |
| 8.                | Mixtur IV |       |
| 9.                | Trompete  | 8′    |

| II Oberwerk CD–d3 |            |    |
| 10.               | Gedackt    | 8′ |
| 11.               | Gamba      | 8′ |
| 12.               | Prinzipal  | 4′ |
| 13.               | Gemshorn   | 4′ |
| 14.               | Gedackt    | 4′ |
| 15.               | Oktave     | 2′ |
| 16.               | Scharff II |    |
| 17.               | Vox humana | 8′ |

| Pedal C–c1 |         |     |
| 18.        | Subbass | 16′ |
| 19.        | Gedackt | 8′  |
| 20.        | Violon  | 8′  |
| 21.        | Oktave  | 4′  |
| 22.        | Posaune | 16′ |

## Gemeinde
Die evangelische Kirchgemeinde gehört seit 2012 zur Propstei Stralsund im Pommerschen Evangelischen Kirchenkreis der Evangelisch-Lutherischen Kirche in Norddeutschland. Vorher gehörte sie zum Kirchenkreis Stralsund der Pommerschen Evangelischen Kirche.
Der Pastor war bis 1806, als die vier Präposituren auf Rügen (Bergen, Gingst, Poseritz, Jasmund-Wittow) auf zwei (Bergen und Garz) reduziert wurden, zugleich Propst. Die Pfarrstelle war mit reichlich gutem Land und der Grundherrschaft über die Hälfte des Fleckens Gingst ausgestattet, gehörte so zu den einträglichsten in Vorpommern und stand bis 1815 unter dem Kirchenpatronat des schwedischen Königs. 1773 erwirkte Johann Gottlieb Picht, dass die Gutsuntertanen der Präpositur (die Hälfte des Dorfes Gingst) aus der Leibeigenschaft entlassen wurden und ihre bürgerliche Freiheit erhielten.

## Geistliche
- Johann Jacob Tetzloff (1707–1752), Pastor und Propst, Vater von Samuel Christoph von Tetzloff
- Adolph Christoph von Aken, Pastor und Propst von 1753 bis 1768 (†)
- Johann Gottlieb Picht, Pastor und Propst von 1769 bis 1810
- Adolph Wilhelm Picht, Diakon (2. Pastor) ab 1797, Pastor von 1810 bis 1856

→ Siehe auch: Liste der Kirchen auf Rügen